# Cigadung (Subang)
Cigadung is een bestuurslaag in het regentschap Subang van de provincie West-Java, Indonesië. Cigadung telt 21.581 inwoners (volkstelling 2010).